# Hombre de Bodo
Hombre de Bodo o Bodo 1 se denomina al espécimen correspondiente al cráneo fósil de un homínido descubierto el 16 de febrero de 1976 por Alemayehu Asfaw, Paul F. Whitehead y Craig B. Wood en las cercanías de la localidad de Bodo d'Ar, en la depresión de Afar, Etiopía. Se ha estimado que este cráneo data de 600 000 años antes del presente.
El cráneo incluye el rostro, gran parte del hueso frontal, partes de la bóveda y la base anterior del foramen magnum. Un parietal encontrado posteriormente, corresponde probablemente a un individuo del mismo taxón. En 1990 fue encontrado también un húmero. En el lugar se encontraron también herramientas de tipo acheulense y restos de fauna.
En muchos aspectos el hombre de Bodo se asemeja al Homo erectus (cara ancha, huesos gruesos, torus supraorbitario, quilla ósea en la línea media del cráneo), pero presenta algunas sinapomorfias que apuntan al Homo sapiens: las características de la frente y del rostro, la abertura nasal de aspecto erguido, la colocación del canal incisivo superior y especialmente la capacidad craneana calculada entre los 1200 y 1350 cc, muy superior a la esperada para H. erectus, evidenciando la expansión del cerebro hasta un tamaño cercano al de los humanos actuales. Estas últimas características apuntan a un proceso de especiación que también ha sido evidenciado en otros fósiles del pleistoceno medio. 
La clasificación ha sido muy polémica ya que algunos científicos consideran que el hombre de Bodo, como otros fósiles africanos que datan de 660 000 a 200 000 años, deben agruparse dentro de la especie Homo rhodesiensis; mientras que, otros científicos se pronuncian por reunir todos estos, con los fósiles de la época encontrados en Europa, en una única especie, Homo heidelbergensis.
El cráneo presenta marcas de cortes que evidencian manipulaciones voluntarias hechas con herramientas de piedra poco después del fallecimiento del individuo y que corresponderían a prácticas funerarias, rituales o incluso a canibalismo.